# Nurmon Jymy
Nurmon Jymy är en finsk sportklubb från Nurmo grundad 1925.
Klubbens damlag i volleyboll spelar (2022) i högsta ligan och använder namnet "JymyVolley"